# Jaroslav Malina (skladatel)
Jaroslav Malina (4. července 1912, Hořice, Rakousko-Uhersko – 24. října 1988, Praha, Československo) byl český skladatel populární hudby a kapelník.

## Mládí, studium
Jaroslav Malina se narodil jako jedno ze sedmi dětí v rodině kantora. Maturoval na obchodní akademii a poté absolvoval Vysokou školu obchodní.

## Předválečné působení
V polovině 30. let působil v orchestru Smiling Boys, který později převzal a vedl až do jeho zániku v roce 1937. Později založil vlastní Orchestr Jaroslava Maliny, který měl stálé angažmá v kavárně Vltava. S orchestrem spolupracovali zpěváci Standa Procházka, Inka Zemánková, Bajo trio, Arnošt Kavka, Sestry Skovajsovy nebo Lišáci.
Na konci války byl členem revolučního štábu generála Karla Kutlvašra. Po válce byl oceněn Čs. medailí za chrabrost.

## Činnost po roce 1948
Po zrušení kavárny Vltava v roce 1949 ještě krátce koncertoval po celé republice. V padesátých letech mu bylo sděleno, že "není způsobilý k řízení orchestru ani k účinkování na veřejnosti". Živil se následně jako kulisák, lepič plakátů, zvukový technik skupiny Lišáci a řidič u Vlasty Buriana.
V roce 1958 dostal od podniku Restaurace a jídelny nabídku na hraní a dirigování v kavárně Vltava a vytvořil si tak nový orchestr. S novým Malinovým orchestrem v kavárně Vltava začínal i Karel Gott, kterého přizval do pořadu "Včera a dnes". V části "Včera" vystupoval Standa Procházka a Inka Zemánková, v část "Dnes" Karel Gott.
V závěru života působil jako dirigent lázeňských orchestrů v Bardejově, Sliači, Tatranské Lomnici a Janských Lázních. Také vystupoval v zahraničí, např. v Německé spolkové republice.

## Další činnost
Jako herec účinkoval ve filmech Pro kamaráda (1940) a Hotel Modrá hvězda (1941).

## Rodina
Jeho manželkou byla zpěvačka, členka dívčí vokální skupiny Bajo trio Květa Turková, se kterou se oženil 7. května 1947.

## Dílo
Za svůj život napsal 1113 tanečních a poslechových melodií, zvláště swingových skladeb, mimo jiné také operetu Na letním bytě (libreto Josef Štolba, texty písní Vilém Sýkora a Ladislav Jacura).

## Citát
| „                  | Nejdříve působil ve studentském orchestru Smiling Boys, který později převzal a vedl až do jeho zániku někdy v roku 1937. Mezitím při povinné vojenské službě řídil vojenskou kapelu. Rasově ohrožený dr. Harry Osten (vlastním jménem Siegfried Grzyb), na kterého se jako na žida stále více zaměřovala pozornost nacistů, předal na rozhraní let 1938–1939 důvěryhodnému Malinovi kapelu; hrála výborně zejména módní swing. Potom založil Orchestr Jaroslava Maliny; ten měl stálé angažmá ve vyhlášené pražské koncertní kavárně Vltava...Tam hrál přes deset let a přitom komponoval hlavně pro zpěváky vlastního orchestru. | “ |
| — Standa Procházka | |   |